# لي غرانت (لاعب كرة قدم مواليد 1983)
لي جرانت (بالإنجليزية: Lee Grant)‏ (27 يناير 1983 المملكة المتحدة -) هو لاعب كرة قدم بريطاني، يلعب كحارس مرمى.
بدأ حياته المهنية مع دربي كاونتي، بدء أول مرة في سبتمبر 2002. قضى أول خمس مواسم مع دربي، وهي الفترة التي خرج على سبيل الإعارة ل بيرنلي واولدهام اثليتيك. وانضم إلى شيفيلد وينزداي في يوليو 2007 وأسس نفسه كحارس مرمى خالي، حيث لعب في 136 مباراة متتالية. انتقل إلى بيرنلي في يوليو 2010، حيث شارك في 126 مباراة في ثلاثة مواسم، قبل العودة إلى ديربي كاونتي في مايو 2013. انضم غرانت إلى ستوك سيتي في أغسطس 2016، في البداية على سبيل الإعارة، قبل نقل دائم في يناير 2017. لقد قضى موسمين في ستوك قبل الانتقال إلى مانشستر يونايتد في يوليو 2018.

## الأندية التي لعب لها

### ديربي كاونتي
بدأ جرانت حياته المهنية في واتفورد في عام 1998، لكنه لم يشارك في أي مباراة وانضم إلى مقاطعة ديربي كمتدرب في عام 2000. وقد ظهر لأول مرة مع الرام في موسم 2002-2003 في مباراة بالدرجة الأولى ضد بيرنلي في 7 سبتمبر 2002، ليحل مكان المصاب اندي اوكيس. وفاز بجائزة أفضل لاعب في النادي في نهاية الموسم بعد أن لعب مجموع 30 مباراة. وبحلول نهاية الموسم، أسس غرانت نفسه كمنتظم منتظم في تشكيلة منتخب إنجلترا، وانضم إلى فريق تحت 21 عامًا لحضور دورة تدريبية في سردينيا بلبطولة الامم الأوروبية مباريات التصفيات ضد صربيا والجبل الأسود وسلوفاكيا في يونيو 2003.
قدم جرانت أخيراً أول مباراة له مع منتخب إنجلترا تحت 21 سنة في 9 سبتمبر 2003 بعد إصابة كريس كيركلاند نفسه خلال فترة الإحماء قبل المباراة التأهيلية لكأس الأمم الأوروبية أمام البرتغال، وواصل الظهور ثلاث مرات أخرى جانب الشباب. في هذه الأثناء، حصل على سلسلة من العروض الجيدة لديربي بعد إصابة أخرى لأندي أوكس من تمديد عقده لمدة ثلاثة أعوام ونصف في 29 يناير 2004. تم التصويت على غرانت في المركز الرابع في أفضل لاعب في العام الجائزة في نهاية موسم 2003-04 .
أعطيت لحارس دربي الشاب لي كامب فرصة خلال موسم 2004-2005 بعد موسم ناجح للغاية في كوينز بارك رينجرزالموسم الماضي. أعجب المعسكر في المباراة ونتيجة لذلك وجد جرانت نفسه على مقاعد البدلاء في بداية الموسم بالرغم من شكله الجيد الأخير. أدت هذه الخطوة إلى تقارير صحفية تفيد بأن جرانت كان فائضًا عن المتطلبات في برايد بارك، إلا أن المدير جورج بيرلي رفض القصة على أنها «تكهنات كلية لا أساس لها في الواقع». في نفس الوقت تقريباً، وجد غرانت نفسه مطرودًا من فريق إنجلترا تحت 21 عامًا من قبل كامب.
سيتعين على غرانت أن ينتظر حتى 19 أكتوبر ليجعل أول ظهور له في موسم ديربي، عندما حل مكان لي كامب في المرمى بعد طرد كامب ضد وولفز. ذهب غرانت لبدء المباراة التالية ضد بيرنلي في حين أن كامب قد قام بتعليق البطاقة الحمراء، لكنه لن يلعب مباراة أخرى للفريق الأول لبقية الموسم. تعاطف مع لي كامب مع غرانت في ذلك الوقت، قائلاً: «إنه أمر صعب بالنسبة لجرانتي وأنا سأشعر بالإحباط في وضعه. لقد شارك في مباراة بيرنلي ولم يفعل شيئًا خاطئًا ولكن أعتقد أنني قمت بما يكفي هذا الموسم ل تضمن مكاني في الجانب». تمت إضافة متاعب غرانت عندما تعرض لإصابة في المعصم أثناء التدريب في مارس 2005. وأعقبت الإصابة مشكلة في الكتف في الشهر التالي تطلبت إجراء عملية جراحية وأبقت حارس المرمى عن الملاعب لعدة أشهر.
تم منح جرانت فرصة جديدة من قبل مدرب دربي الجديد فيل براون خلال موسم 2005-2006، ولكن تم هبوطه مرة أخرى إلى مقاعد البدلاء مع بداية الموسم. لعب أول مباراة له هذا الموسم في 24 أغسطس 2005 حيث انهزم ديربي من كأس رابطة اندية المحترفين على يد بلدة غريمسبي. بعد إصابة أخرى بعد أسبوعين عندما كسر جرانت مشط قدمه أثناء التدريب، وكان خارج العمل لمدة أسبوعين آخرين.

#### بيرنلي (اعاره)
بعد لعب ثلاث مباريات فقط منذ 18 شهرًا، سُمح لغرانت بالانضمام إلى نادي بيرنلي للبطولة لمدة شهر واحد في 15 نوفمبر 2005 كبديل للاعب بريان جنسن. ذهب غرانت مباشرة إلى الفريق وقدم أول مباراة له مع بيرنلي ضد مدينة ليستر سيتي في 19 نوفمبر، ولكن على الرغم من تمديد الاعاره لمدة شهر واحد، فشل جرانت في إجبار جنسن كحارس أول من لعب مرة أخرى للفريق الأول قبل أن يعود إلى ديربي. عاد جرانت إلى ناديه الأم في 14 يناير 2006 مع مدير نادي بيرنلي ستيف كوتريل وادعى أن النادي لم يتمكن من الاستمرار في دفع أجور عالية له وأنه «قد يذهب على سبيل الإعارة في مكان آخر حيث سيلعب طوال الوقت».

##### أولدهام أثليتيك (اعاره)
في 31 يناير 2006، استعاره ديربي إلى فريق أولدهام أثليتيك في دوري الدرجة الأولى على أساس صفقة حتى نهاية الموسم. كشف مدير أولدهام روني مور في ذلك الوقت أنه يخشى أن تنهار الصفقة بعد أن وافق فيل براون على إقالته بعد إقالة براون مديرا للديربي في 30 يناير، ولكن دربي كرم الصفقة التي تم الاتفاق عليها بالفعل وتم الانتهاء من عملية النقل. . دفعت الصفقة لانس كرونين للخروج من النادي حيث لم يتمكن أولدهام من دفع أجور ثلاثة من حراس المرمى الكبار. قدم جرانت أول مباراة له مع Lactics في هزيمة بنتيجة 1-0 أمام بورت في 4 فبراير 2006. سرعان ما أسس نفسه كحارس مرمى من الاختيار الأول وذهب إلى جعل ما مجموعه ستة عشر مباراة في الدوري لدولة أولدهام. في مارس 2006، كشف مور أنه كان يبحث في جعل نقل غرانت دائمًا، ولكن على الرغم من أن اللاعب ذكر أنه يرغب في جعل التبديل دائمًا، لم يتم تقديم أي عرض بعد مغادرة مور أولدهام في 1 يونيو 2006.

###### عوده من الأعاره
أعطيت مرة أخرى فرصة خلال 2006-07 استعدادا للموسم الجديد، ومدير ديربي بيلي ديفيز منحت له مكان الانطلاق لعبة الدوري الثاني للنادي هذا الموسم ضد ستوك سيتي يوم 8 أغسطس 2006. ومع ذلك، فإن وصول ستيفن بيويتر في 12 أغسطس 2006 مزيد من الفرص محدودة جرانت الفريق الأول. بعد تعرض باواتر لإصابة في الفخذ ونقل قرض إلى نورويتش سيتي، تمكن جرانت من إجراء ست لقاءات معاً في سبتمبر وأكتوبر 2006، ولكن بعد عودة باواتر إلى اللياقة، تم استبعاده مرة أخرى من الفريق حتى ظهوره الأخير لديربي ضد ايبسويتش تاونفي 14 أبريل 2007 عندما حل مكان بيواتر الذي تم عرض البطاقة الحمراء عليه. تم تسليم بيواتر الحظر على مباراة واحدة، ولكن تم استدعاؤ لي كامب من قرضه وحصل على مكانه في المباراة التالية. انتهى عقد غرانت في 2 يوليو 2007 ولم يتم تقديم تمديد من قبل ديربي.

### شيفيلد وينزداي
وقع غرانت عقدًا مدته ثلاث سنوات مع نادي شيفيلد وينزدايز في 2 يوليو 2007، لينضم في نفس الوقت مع حارس آخر لروبرت، روبرت بورش. على الرغم من أن حارس مرمى حارس المرمى بيلي ميرسر ذكر أنه لن يكون هناك «رقم واحد أو رقمان»، حصل غرانت على القميص رقم واحد، وعلى الرغم من ضعف شكله المبكر، فقد أثبت نفسه كحارس مرمى من الاختيار الأول.
أشاد براين لاوندز بعد مباراة كوينز بارك رينجرز في 24 نوفمبر 2007 بعد أن قام بسلسلة من التصديات الممتازة، حيث قال المدير: «كان هذا الأداء بمثابة تشجيع لكل شخص ويظهر لنا ما يمكن أن يكون حارس مرمى جيد لي.» قضت القوانين مرة أخرى على مدح حارس مرماه في 1 يناير 2008، مدعيا أنه «ربما كان أبرز حارس في الدوري من حيث الشكل الحالي». لعب جرانت دوراً أساسياً في الحفاظ على مكانة شيفيلد وينزداي في بطولة 2007- 2008 مع العديد من العروض الممتازة بما في ذلك حفظ مهم لا ينسى في اليوم الأخير ضد نورويتش سيتي.في هيلزبورو. في حملة 2008-2009، فاز «جرانت» بلقب أفضل لاعب في بطولة PFA Fans لهذا الشهر على أنه اللاعب الحالي لهذا العام. وفي دربي الموسم الثاني من بطولة ستيل سيتي، نجح جرانت في تقليص فارق آخر لا ينسى من بيلي شارب ممسكا بفارق 2-1، ليحقق بذلك أول فوز له في الدوري على بليدز منذ 95 عامًا.

#### بيرنلي
في 27 يوليو 2010، أكمل غرانت العودة إلى ناديه السابق بحوالي مليون جنيه إسترليني، بعد فشل ثلاث عروض سابقة. وربط مع مدرب البوم السابق بريان القوانين كما توقيعه الصيف الرابع في تيرف مور كما احتياطية ل برايان جنسن. لعب غرانت 130 مباراة مع بيرنلي في فترة ثلاث سنوات، وفاز بجائزة المشجعين لهذا الموسم في موسم 2012-2013.

##### مره اخري ديربي كاونتي
في 7 مايو 2013، تم تأكيد أن غرانت سيعود إلى مقاطعة ديربي على عقد مدته ثلاث سنوات بعد انتهاء عقده مع بيرنلي في 1 يوليو 2013. ذهب غرانت إلى موسم 2013-14 كأول حارس مرمى لعبت كل دقيقة من كل مباراة في الدوري والكأس حتى الآن هذا الموسم. ظهر لأول مرة لديربي في أكثر من ست سنوات في تعادل 1-1 على أرضه مع بلاكبيرن روفرز في 4 أغسطس وأبقى أول ورقة نظيفة لهذا الموسم بعد يومين، مما أدى إلى إنقاذ العديد من ديربي تغلب على أولدهام اتلتيك 1-0 في الدور الأول من كأس رابطة الاندية الإنجليزية. في المباراة التالية، سجل هدفًا هامًا متأخرًا لضمان الفوز الأول للفريق في الدوري هذا الموسم، بفوزه بنتيجة 2-1 على برايتون أند هوف ألبيون. في مباراة ضد مدينة ليستر سيتي في 17 أغسطس، سجل هدفين جيدين في الشوط الأول لكنهما تسلموا بهدف «غير محظوظ» في الشوط الثاني عندما هزم ديربي 1-0.
أحرز فوزا جيدًا آخر في الفوز 3-0 في مدينة يوفيل في 24 أغسطس واحتفظ بالصف الثالث نظيفًا هذا الموسم في فوز 5-0 على برينتفورد في 27 أغسطس ولكنه كان على خطأ بسبب هدف في مباراة ديربي 2-2 مع بولتون واندررز في 17 سبتمبر. قام بسلسلة من الإنقاذ وحرم داريوس هندرسون من ركلة جزاء خلال مباراة رامس ضد غريمه المتين نوتنغهام فورست في 28 سبتمبر، لكنه لم يستطع إيقاف ديربي 10 لاعب من خسارة 1-0. سجل أوراق نظيفة متتالية في يومي 9 و 23 نوفمبر، في فوز 3-0 على شيفيلد وينزداي و 1-0 في بورنموثعلى التوالى وجاءت شباكه نظيفة من هذا الموسم في الفوز 2-0 ضد تشارلتون أثلتيك في 14 ديسمبر.
على الرغم من أن ديربي خسر 2-0 أمام تشيلسي في الجولة الثالثة من كأس الاتحاد الإنجليزي في 5 يناير، إلا أن جرانت قدم هدفين ممتازين في وقت متأخر من المباراة لمنع ميلان فرناندو توريس من فرصة زيادة تقدم تشيلسي. وفاز بأربعة أهداف عندما خسر ديربي 4-1 أمام منافسه ليستر سيتي في 10 يناير، لكنه كان عاجزًا عن إيقافها وحافظ على العديد من التسديدات الجيدة للحفاظ على النتيجة. في المباراة التالية، فوز 1-0 على برايتون وهوف ألبيون، قدم جرانت ردة فعل «مذهلة» باستثناء إنكار رأسية ماثيو أبسون من الزاوية وحقق تقدمًا رائعًا متأخرًا لمنع ليوناردو أولوا.من التعادل. وأشاد شكل غرانت بمدرب حراس المرمى إيريك ستيل من دربي، الذي أشاد بتركيز جرانت وقال إن غرانت «سيكون سعيداً بأدائه وكان جزءاً من [دفاع] أبقانا في اللعبة.»

###### ستوك سيتي
في 31 أغسطس 2016، انضم جرانت لنادي ستوك سيتي الإنجليزي لكرة القدم على قرض لمدة ستة أشهر لتوفير غطاء لجاك بوتلاند المصاب. في 24 سبتمبر، ظهر لأول مرة في الدوري الممتاز عن عمر يناهز 33 عامًا في تعادل 1-1 مع وست بروميتش البيون. ثم وضع جرانت لاعبًا في مباراة ضد مانشستر يونايتد في 2 أكتوبر 2016 حيث كسب ستوك نقطته الأولى في أولد ترافورد منذ عام 1980. ثم حافظ جرانت على أوراق نظيفة متتالية في الانتصارات. على سندرلاند وهال سيتيكسب الثناء من رئيس ستوك سيتي بيتر كوتس.
في 4 يناير 2017، بعد الإعجاب خلال فترة سداد القرض مع 6 أوراق نظيفة في 15 مباراة في الدوري في موسم 2016-17، انضم غرانت إلى ستوك سيتي في صفقة لمدة عامين ونصف العام مقابل رسم قدره £ 1.3 مليون. احتفظ جرانت بمكانه في الفريق حتى عادت باتلاند من الإصابة في أبريل 2017. لعب غرانت 30 مباراة في عام 2016-17، حيث أنهى ستوك في المركز 13 وأدّى أدائه إلى لاعب جائزة العام. وكان جرانت الخيار الثاني لجاك بوتلاند في 2017-18، حيث لعب خمس مرات كما هبط ستوك إلى بطولة EFL .

### مانشستر يونايتد
وقع غرانت مع نادي مانشستر يونايتد الإنجليزي في 3 يوليو 2018 بعقد لمدة عامين مقابل رسم لم يتم الإفصاح عنه، أفيد بأنه 1.5 مليون جنيه إسترليني. تم تعيينه القميص رقم 13.

## إحصاءات
اعتبارا من نهاية موسم 2017-18
| النادي                  | مواسم      | الدوري                         | الدوري | الدوري | كأس الأتحاد الأنجليزي | كأس الأتحاد الأنجليزي | الكأس | الكأس | اوربا | اوربا | اخري | اخري  | المجموع | المجموع |
| النادي                  | مواسم      | اسم الدوري                     | لعب    | اهداف  | لعب                   | اهداف                 | لعب   | اهداف | لعب   | اهداف | لعب  | اهداف | لعب     | اهداف   |
| ----------------------- | ---------- | ------------------------------ | ------ | ------ | --------------------- | --------------------- | ----- | ----- | ----- | ----- | ---- | ----- | ------- | ------- |
| ديربي كاونتي            | 2002-03    | القسم الأول                    | 29     | 0      | 1                     | 0                     | 0     | 0     | —     | —     | —    | —     | 30      | 0       |
| ديربي كاونتي            | 2003-04    | القسم الأول                    | 36     | 0      | 1                     | 0                     | 1     | 0     | —     | —     | —    | —     | 38      | 0       |
| ديربي كاونتي            | 2004-05    | دوري البطولة الإنجليزية        | 2      | 0      | 0                     | 0                     | 0     | 0     | —     | —     | 0    | 0     | 2       | 0       |
| ديربي كاونتي            | 2005-06    | دوري البطولة الإنجليزية        | 0      | 0      | 0                     | 0                     | 1     | 0     | —     | —     | —    | —     | 1       | 0       |
| ديربي كاونتي            | 2006-07    | دوري البطولة الإنجليزية        | 7      | 0      | 0                     | 0                     | 1     | 0     | —     | —     | 0    | 0     | 8       | 0       |
| ديربي كاونتي            | المجموع    | المجموع                        | 74     | 0      | 2                     | 0                     | 3     | 0     | —     | —     | 0    | 0     | 79      | 0       |
| بيرنلي (اعاره)          | 2005-06    | دوري البطولة الإنجليزية        | 1      | 0      | —                     | —                     | —     | —     | —     | —     | —    | —     | 1       | 0       |
| أولدهام أثليتيك (اعاره) | 2005-06    | الدوري الإنجليزي الدرجة الأولى | 16     | 0      | —                     | —                     | —     | —     | —     | —     | —    | —     | 16      | 0       |
| شيفيلد وينزداي          | 2007-08    | دوري البطولة الإنجليزية        | 44     | 0      | 2                     | 0                     | 2     | 0     | —     | —     | —    | —     | 48      | 0       |
| شيفيلد وينزداي          | 2008-09    | دوري البطولة الإنجليزية        | 46     | 0      | 1                     | 0                     | 1     | 0     | —     | —     | —    | —     | 48      | 0       |
| شيفيلد وينزداي          | 2009-10    | دوري البطولة الإنجليزية        | 46     | 0      | 1                     | 0                     | 2     | 0     | —     | —     | —    | —     | 49      | 0       |
| شيفيلد وينزداي          | المجموع    | المجموع                        | 136    | 0      | 4                     | 0                     | 5     | 0     | —     | —     | —    | —     | 145     | 0       |
| بيرنلي                  | 2010-11    | دوري البطولة الإنجليزية        | 25     | 0      | 3                     | 0                     | 3     | 0     | —     | —     | —    | —     | 31      | 0       |
| بيرنلي                  | 2011-12    | دوري البطولة الإنجليزية        | 43     | 0      | 1                     | 0                     | 4     | 0     | —     | —     | —    | —     | 48      | 0       |
| بيرنلي                  | 2012-13    | دوري البطولة الإنجليزية        | 46     | 0      | 0                     | 0                     | 1     | 0     | —     | —     | —    | —     | 47      | 0       |
| بيرنلي                  | المجموع    | المجموع                        | 114    | 0      | 4                     | 0                     | 8     | 0     | —     | —     | —    | —     | 126     | 0       |
| ديربي كاونتي            | 2013-14    | دوري البطولة الإنجليزية        | 46     | 0      | 1                     | 0                     | 3     | 0     | —     | —     | 3    | 0     | 53      | 0       |
| ديربي كاونتي            | 2014-15    | دوري البطولة الإنجليزية        | 40     | 0      | 0                     | 0                     | 3     | 0     | —     | —     | —    | —     | 43      | 0       |
| ديربي كاونتي            | 2015-16    | دوري البطولة الإنجليزية        | 10     | 0      | 0                     | 0                     | 1     | 0     | —     | —     | 0    | 0     | 11      | 0       |
| ديربي كاونتي            | المجموع    | المجموع                        | 96     | 0      | 1                     | 0                     | 7     | 0     | —     | —     | 3    | 0     | 107     | 0       |
| ستوك سيتي               | 2016-17    | الدوري الأنجليزي               | 28     | 0      | 1                     | 0                     | 1     | 0     | —     | —     | —    | —     | 30      | 0       |
| ستوك سيتي               | 2017-18    | الدوري الأنجليزي               | 3      | 0      | 0                     | 0                     | 2     | 0     | —     | —     | —    | —     | 5       | 0       |
| ستوك سيتي               | المجموع    | المجموع                        | 31     | 0      | 1                     | 0                     | 3     | 0     | —     | —     | —    | —     | 35      | 0       |
| مانشستر يونايتد         | 2018-19    | الدوري الأنجليزي               | 0      | 0      | 0                     | 0                     | 0     | 0     | 0     | 0     | —    | —     | 0       | 0       |
| مجموع الكل              | مجموع الكل | مجموع الكل                     | 468    | 0      | 12                    | 0                     | 26    | 0     | 0     | 0     | 3    | 0     | 509     | 0       |

## وصلات خارجية
لي جرانت على موقع الاتحاد الأوربي (الإنجليزية)
- لي جرانت على موقع إي إس بي إن إف سي (الإنجليزية)
- لي جرانت على موقع قاعدة بيانات كرة القدم.إي يو (الإنجليزية)
- لي جرانت على موقع ليكيب (الفرنسية)
- لي جرانت على موقع Soccerbase.com (لاعب) (الإنجليزية)
- لي جرانت على موقع Soccerway.com (الإنجليزية)
- لي جرانت على موقع عالم كرة القدم.نت (الإنجليزية)
- لي جرانت على موقع AS.com (الإسبانية)